# Gagrella maindroni
Gagrella maindroni is een hooiwagen uit de familie Sclerosomatidae.